# Trải nghiệm người dùng

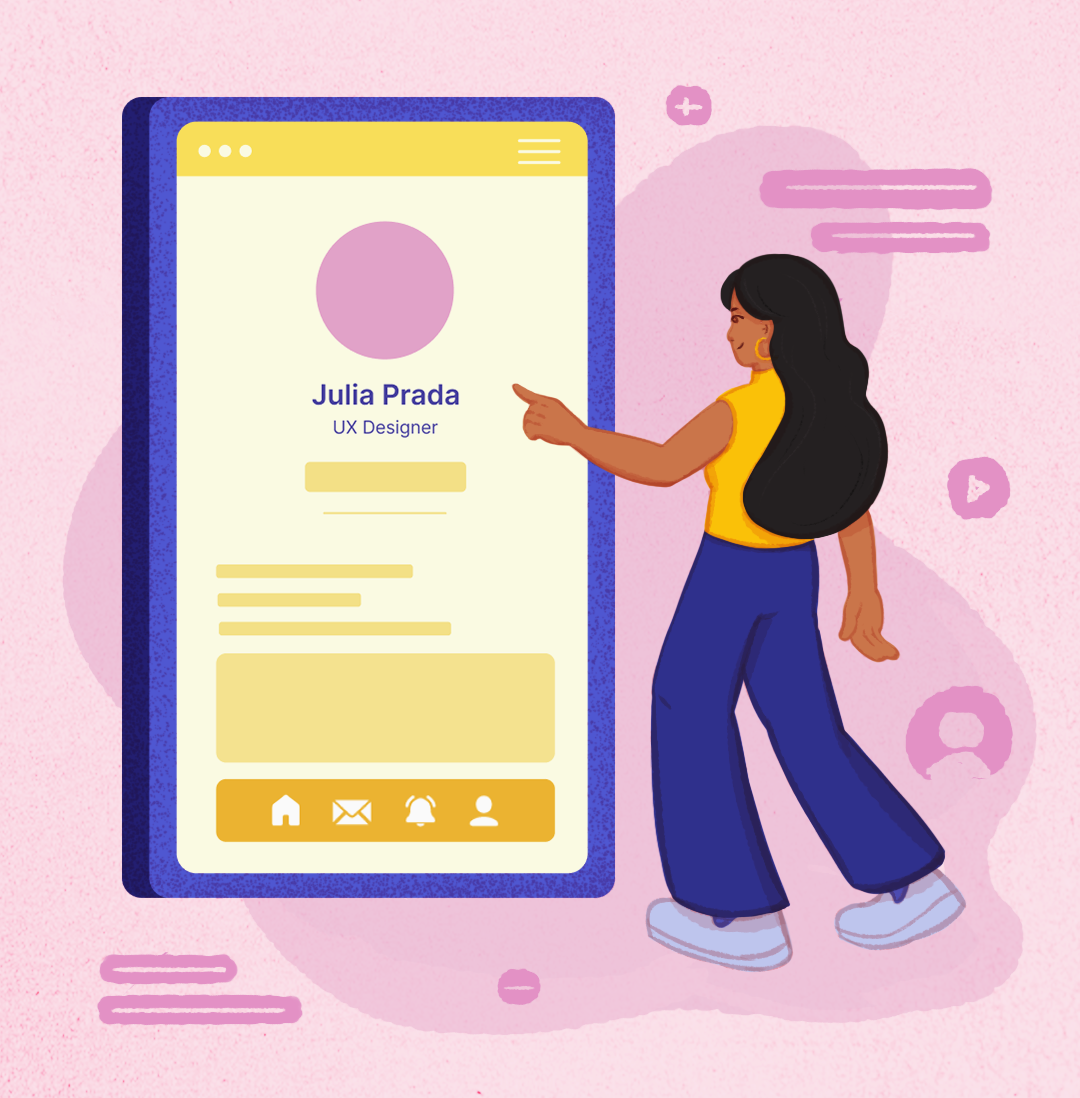
Trải nghiệm người dùng (UX)

Trải nghiệm người dùng (tiếng Anh: User Experience, viết tắt: UX) là cách một người dùng tương tác và trải nghiệm một sản phẩm, hệ thống hoặc dịch vụ. Nó bao gồm nhận thức của người dùng về tính hữu dụng, dễ sử dụng và hiệu quả của sản phẩm.
Cải thiện trải nghiệm người dùng rất quan trọng đối với hầu hết các công ty, nhà thiết kế và người sáng tạo khi tạo ra và hoàn thiện sản phẩm bởi vì trải nghiệm người dùng tiêu cực có thể làm giảm việc sử dụng sản phẩm và do đó, làm giảm bất kỳ tác động tích cực nào mong muốn. Ngược lại, việc thiết kế chỉ hướng tới lợi nhuận làm mục tiêu chính thường mâu thuẫn với các mục tiêu trải nghiệm người dùng có đạo đức và thậm chí có thể gây hại. Trải nghiệm người dùng mang tính chủ quan. Tuy nhiên, các yếu tố tạo nên trải nghiệm người dùng lại hoàn toàn khách quan.

## Lịch sử
Những ý tưởng đầu tiên về trải nghiệm người dùng đã xuất hiện từ thời kỳ công nghiệp, tức là khoảng thế kỷ 19 và đầu thế kỷ 20. Lúc đó, người ta quan niệm máy móc là trung tâm, nên luôn tìm cách cải tiến quy trình sản xuất để tăng hiệu suất và sản lượng. Điều này đã dẫn đến nhiều phát minh công nghệ quan trọng, như dây chuyền lắp ráp sản xuất hàng loạt, máy in tốc độ cao, nhà máy thủy điện lớn và công nghệ vô tuyến.
Frederick Winslow Taylor và Henry Ford là những người đi đầu trong việc tìm ra những phương pháp mới để giúp công việc của con người hiệu quả và năng suất hơn. Nghiên cứu đột phá của Taylor về hiệu quả tương tác giữa công nhân và công cụ của họ có thể xem là ví dụ đầu tiên về những nguyên tắc cơ bản của trải nghiệm người dùng ngày nay.
Donald Norman là người đã đưa thuật ngữ "trải nghiệm người dùng" đến với công chúng vào giữa những năm 1990. Ý định của ông khi đưa ra thuật ngữ này không chỉ đơn thuần là để nói về các khía cạnh cảm xúc khi sử dụng sản phẩm. Nhìn lại các công trình trước đây của ông, có thể thấy rằng thuật ngữ "trải nghiệm người dùng" được sử dụng để thể hiện một sự chuyển dịch, nhằm bao gồm cả các yếu tố cảm xúc, cùng với các mối quan tâm về hành vi vốn đã được xem xét từ trước trong lĩnh vực này. Nhiều chuyên gia về khả năng sử dụng vẫn tiếp tục nghiên cứu và quan tâm đến các yếu tố cảm xúc liên quan đến người dùng cuối, và họ đã làm điều này từ nhiều năm trước, rất lâu trước khi thuật ngữ "trải nghiệm người dùng" được giới thiệu vào giữa những năm 1990. Trong một cuộc phỏng vấn năm 2007, Norman đã thảo luận về việc sử dụng rộng rãi thuật ngữ "trải nghiệm người dùng" và ý nghĩa không rõ ràng của nó do đó mà ra.
Một số phát triển đã ảnh hưởng đến sự gia tăng mối quan tâm đến trải nghiệm người dùng:
1. Những tiến bộ công nghệ gần đây, đặc biệt là trong lĩnh vực di động, điện toán đám mây, mạng xã hội và các thiết bị tương tác trực tiếp, đã đưa tương tác giữa người và máy tính vào hầu hết mọi hoạt động của con người. Điều này đã dẫn đến một sự thay đổi lớn trong cách chúng ta nhìn nhận trải nghiệm người dùng. Không chỉ đơn thuần là tính dễ sử dụng, trải nghiệm người dùng giờ đây còn bao gồm cả cảm xúc, động lực và giá trị của người dùng, thậm chí còn được coi trọng hơn cả hiệu quả, hiệu lực và sự hài lòng chủ quan - những yếu tố truyền thống của khả năng sử dụng.[5][6]
2. Khi thiết kế website, cần phải dung hòa nhiều yếu tố: vừa phải quảng bá sản phẩm, xây dựng thương hiệu, vừa phải đẹp mắt, lại vừa phải dễ sử dụng. Dân marketing và xây dựng thương hiệu cần phải hiểu rằng, trên website, tính dễ sử dụng là rất quan trọng. Ngược lại, những người thiết kế website cũng cần phải quan tâm đến các yếu tố quảng bá, thương hiệu và thẩm mỹ. Trải nghiệm người dùng chính là cầu nối giữa tất cả các bên: website phải dễ dùng, hữu ích và hiệu quả cho người truy cập. Vì vậy, không có gì ngạc nhiên khi nhiều tài liệu đầu tiên về trải nghiệm người dùng đều tập trung vào trải nghiệm người dùng trên website.[7][8][9][10]

Trải nghiệm người dùng không chỉ đơn thuần là việc một hệ thống có dễ sử dụng hay không, mà còn mở rộng ra bao gồm toàn bộ cảm nhận của người dùng về hệ thống đó. Nó tập trung vào việc mang lại niềm vui và giá trị cho người dùng, bên cạnh hiệu suất hoạt động. Tuy nhiên, định nghĩa, khuôn khổ và các yếu tố cụ thể của trải nghiệm người dùng vẫn đang trong quá trình phát triển và hoàn thiện.
Trải nghiệm người dùng của một sản phẩm tương tác hoặc một trang web thường được đánh giá bằng nhiều cách khác nhau, chẳng hạn như bảng hỏi, thảo luận nhóm, quan sát người dùng sử dụng sản phẩm, lập bản đồ hành trình người dùng, v.v. Một bảng câu hỏi miễn phí (có nhiều ngôn ngữ) là Bảng câu hỏi về Trải nghiệm Người dùng (UEQ). Quá trình xây dựng và kiểm chứng bảng câu hỏi này được mô tả chi tiết trong một bài báo khoa học máy tính xuất bản năm 2008.
Trải nghiệm người dùng tốt hơn được chứng minh là làm tăng hiệu quả của các chương trình chăm sóc sức khỏe kỹ thuật số, đặc biệt là trong việc cải thiện các vấn đề như vận động thể chất, dinh dưỡng, sức khỏe tinh thần và cai thuốc lá. Google Ngram Viewer cho thấy thuật ngữ này đã được sử dụng rộng rãi từ những năm 1930.

## Các yếu tố ảnh hưởng đến trải nghiệm người dùng
Có nhiều yếu tố có thể ảnh hưởng đến trải nghiệm của người dùng khi sử dụng một hệ thống. Để dễ dàng phân tích, các yếu tố này được chia thành ba loại chính: bản thân người dùng (trạng thái hiện tại và kinh nghiệm trước đây), hệ thống (tính năng, đặc điểm) và bối cảnh sử dụng (tình huống, môi trường). Hiểu rõ về người dùng điển hình, môi trường làm việc, tương tác và cảm xúc của họ là rất quan trọng trong quá trình thiết kế trải nghiệm người dùng, giúp tạo ra một hệ thống phù hợp và đáp ứng tốt nhu cầu của họ.

## Cảm xúc nhất thời hay trải nghiệm người dùng tổng thể
Mỗi tương tác, dù là nhấn phím hay soạn tin nhắn, đều ảnh hưởng đến cảm nhận chung về chiếc điện thoại. Tuy nhiên, trải nghiệm tổng thể không chỉ là tập hợp của những cảm nhận vụn vặt, mà còn phụ thuộc vào những ấn tượng nổi bật và đáng nhớ hơn. Ngoài ra, những yếu tố như thương hiệu, giá cả, lời khuyên từ người quen hay thông tin trên báo chí cũng góp phần định hình trải nghiệm tổng thể.
Nghiên cứu về trải nghiệm người dùng có hai hướng chính. Hướng thứ nhất tập trung vào cảm xúc tức thời của người dùng trong quá trình tương tác, nhằm thiết kế ra những tương tác hiệu quả và đánh giá được cảm xúc của họ. Hướng thứ hai tìm hiểu mối quan hệ lâu dài giữa trải nghiệm người dùng và sự yêu thích sản phẩm. Các doanh nghiệp nhận thức rõ rằng, trải nghiệm người dùng tốt là yếu tố then chốt để giữ chân khách hàng và mở rộng thị trường. Mặc dù tất cả các cấp độ trải nghiệm (tức thời, theo từng giai đoạn và dài hạn) đều quan trọng, nhưng phương pháp thiết kế và đánh giá cho từng cấp độ này có thể rất khác nhau.

## Trải nghiệm nhà phát triển
Trải nghiệm nhà phát triển (DX) là trải nghiệm người dùng nhưng từ góc nhìn của một lập trình viên. Nó bao gồm các công cụ, quy trình và phần mềm mà lập trình viên sử dụng khi làm việc với một sản phẩm hoặc hệ thống để tạo ra một sản phẩm khác, ví dụ như trong quá trình phát triển phần mềm. DX ngày càng được chú trọng, đặc biệt là trong các doanh nghiệp cung cấp phần mềm dưới dạng dịch vụ cho các doanh nghiệp khác, nơi mà tính dễ sử dụng là yếu tố cạnh tranh quan trọng trên thị trường.